# Charitometra basicurva
Charitometra basicurva är en sjöliljeart som först beskrevs av Carpenter 1888.  Charitometra basicurva ingår i släktet Charitometra och familjen Charitometridae. Inga underarter finns listade i Catalogue of Life.